# Karl Girkmann
Karl Girkmann (Viena, 22 de março de 1890 – Viena, 14 de julho de 1959) foi um engenheiro civil austríaco. Foi reitor TH Viena.

## Vida
Karl Girkmann estudou engenharia civil na TH Viena. Durante a Primeira Guerra Mundial foi oficial no regimento ferroviário trabalhando com a construção de pontes. Em 1919 passou no segundo exame estatal na TH Viena, depois trabalhou como engenheiro, entre outros na empresa de construção de pontes Waagner-Biro e comissionou na AEG a construção de linhas de energia. Em 1925 obteve um doutorado na TH Viena. Dentre seus professores inclui-se Friedrich Hartmann.
A partir de 1930 foi assistente na TH Viena, em 1934 obteve a habilitação no campo da construção em aço. A partir de 1 de março de 1938 até sua aposentadoria em 1958 foi professor titular do Instituto de Elasticidade e Resistência dos Materiais da TH Viena, no ano acadêmico de 1948/1949 foi decano da Faculdade de Engenharia Civil. No ano acadêmico de 1949/1950 foi eleito reitor da TH Viena. Durante seu mandato a entrada em vigor de uma lei para facilitar a aquisição de doutorados levou a um aumento no número de doutorandos.
Girkmann foi autor de um trabalho fundamental sobre o cálculo e a construção de elementos estruturais planos e curvos, além de co-editor do periódico Österreichisches Ingenieur-Archiv. Morreu em 1959 aos 69 anos de idade.
Desde 2008 a Faculdade de Engenharia Civil da Universidade Técnica de Viena concede a Karl-Girkmann-Medaille a personalidades selecionadas por seus serviços à faculdade. Alguns recipientes foram Os vencedores foram Johann Litzka (decano da faculdade, 2008), Christoph Scharff (2014), Herbert Mang (2014) e Dieter Gutknecht (2019).

## Condecorações
- 1950: membro da Academia Austríaca de Ciências
- 1953: Medalha Wilhelm Exner
- 1959: Goldene Ehrenmünze des Österreichischen Ingenieur- und Architekten-Vereins[4]

## Publicações selecionadas
- 1931: Bemessung von Rahmentragswerken unter Zugrundelegung eines ideal plastischen Stahles, Hölder-Pichler-Tempsky, WIena/Leipzig, Sitzungsberichte der Akademie der Wissenschaften in Wien, mathematisch-naturwissenschaftliche Klasse, Abteilung 2a, Volume 140, Caderno 9/10, Sp. 679–728
- 1932: Zur Berechnung zylindrischer Flüssigkeitsbehälter auf Winddruck, Hölder-Pichler-Tempsky, Viena/Leipzig, Sitzungsberichte der Akademie der Wissenschaften in Wien, mathematisch-naturwissenschaftliche Klasse, Abteilung 2a, Volume 141, Caderno 9/10, p. 651–672
- 1936: Stegblechbeulung unter örtlichem Lastangriff, Hölder-Pichler-Tempsky, Viena/Leipzig, Sitzungsberichte der Akademie der Wissenschaften in Wien, mathematisch-naturwissenschaftliche Klasse, Abteilung 2a, Volume 145, Heft 1/2
- 1938 (com Erwin Königshofer): Die Hochspannungs-Freileitungen, Springer-Verlag, Viena/Berlim, 2.ª Edição aumentada 1952
- 1941: Gleichgewichtsverzweigung an einem querbelasteten Druckstabe, Hölder-Pichler-Tempsky, Viena/Leipzig, Sitzungsberichte der Akademie der Wissenschaften in Wien, mathematisch-naturwissenschaftliche Klasse, Abteilung 2a, Volume 150, Caderno 9/10, p. 257–279
- 1946: Flächentragwerke: Einführung in die Elastostatik der Scheiben, Platten, Schalen und Faltwerke, Springer-Verlag, Viena, 6. Edição 1986
- 1952: Elastostatik der Platten und Schalen, Civil Engineering Reference Book, Londres 1952